# Touran (ville)
Pour les articles homonymes, voir Touran (homonymie) et Turan.

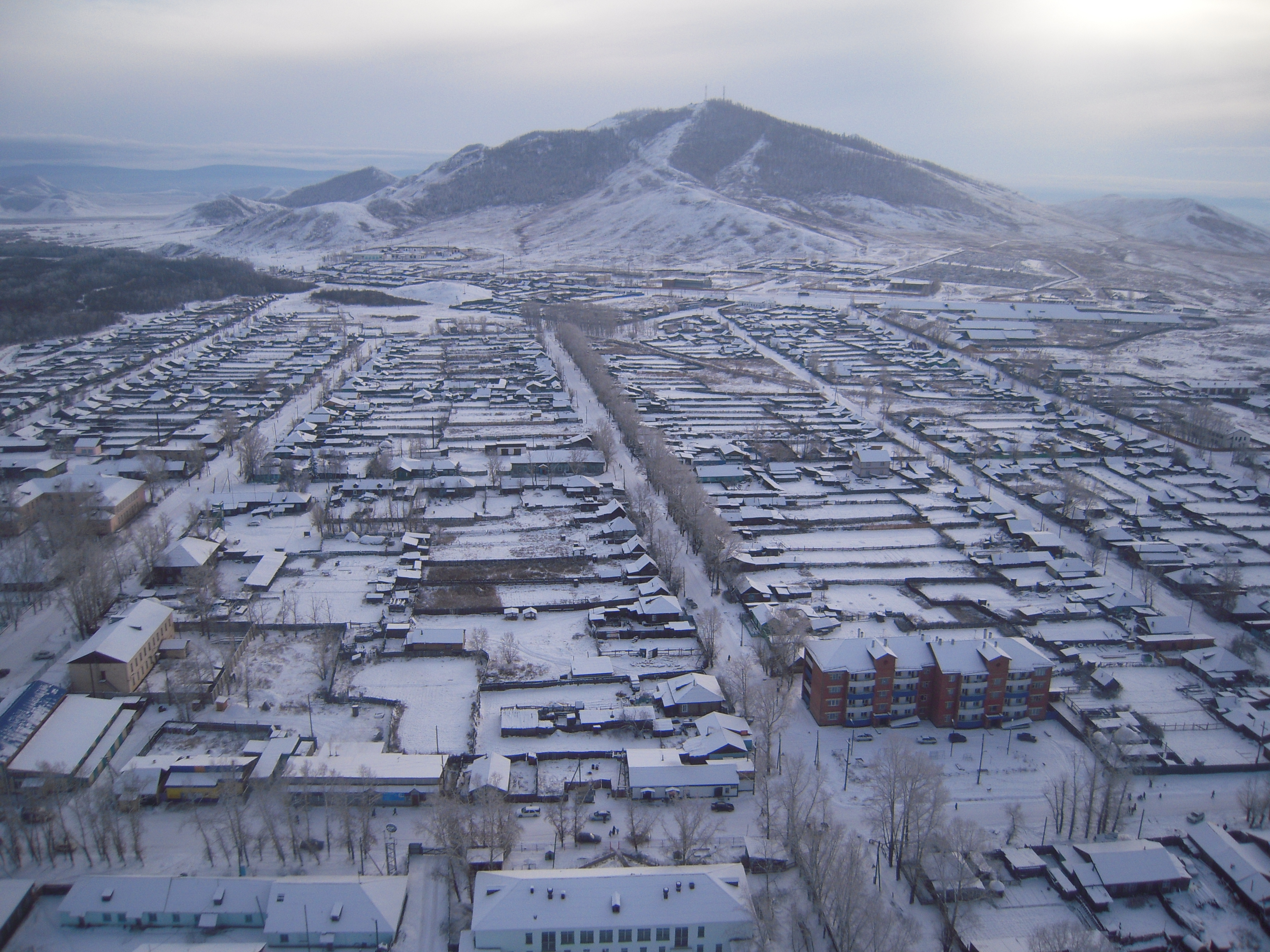

Touran (en russe : Туран) est une ville de la kojuun (« bannière ») de Pii-Khem, dans la république de Touva (Russie). Sa population s'élevait à 4 951 habitants en 2013.

## Géographie
Touran est située à 70 km au nord-ouest de Kyzyl.

## Histoire
Fondée en 1885, Touran est l'un des premiers établissements de migrants russes dans cette région, qui n'appartient pas encore à l'Empire russe. Le nom de la ville vient de racines turciques signifiant « terre saline ». En 1945, à la suite du rattachement de la république de Touva à l'Union soviétique, Touran reçoit le statut de ville.

## Population
Recensements (*) ou estimations de la population
| 1959* | 1970* | 1979* | 1989* | 2002* |
| ----- | ----- | ----- | ----- | ----- |
| 5 646 | 4 539 | 5 139 | 5 976 | 5 598 |

| 2008  | 2010* | 2012  | 2013  | - |
| ----- | ----- | ----- | ----- | - |
| 5 307 | 4 988 | 4 911 | 4 951 | - |